# Мамекинська сільська рада
Маме́кинська сільська́ ра́да — адміністративно-територіальна одиниця та орган місцевого самоврядування в Новгород-Сіверському районі Чернігівської області. Адміністративний центр — село Мамекине.

## Загальні відомості
- Територія ради: 54,363 км²
- Населення ради: 695 осіб (станом на 2001 рік)

## Населені пункти
Сільській раді підпорядковані населені пункти:
- с. Мамекине
- с. Киселівка
- с. Леньків
- с. Фурсове

## Склад ради
Рада складалася з 12 депутатів та голови.
- Голова ради: Литвин Валентина Василівна
- Секретар ради: Пусь Віра Василівна

### Керівний склад попередніх скликань
| Прізвище, ім'я, по батькові | Основні відомості                                                 | Дата обрання | Дата звільнення |
| --------------------------- | ----------------------------------------------------------------- | ------------ | --------------- |
| Колбаса Ганна Федорівна     | Сільський голова, 1954 року народження                            | 26.03.2006   | 28.04.2010      |
| Литвин Валентина Василівна  | Сільський голова, 1972 року народження, освіта вища, позапартійна | 31.10.2010   |                 |

Примітка: таблиця складена за даними сайту Верховної Ради України

### Депутати
За результатами місцевих виборів 2010 року депутатами ради стали:

#### За суб'єктами висування
| Суб'єкт висування | Кількість обраних депутатів | %   |
| ----------------- | --------------------------- | --- |
| Партія регіонів   | 12                          | 100 |

#### За округами
| № округу        | Прізвище, ім'я, по батькові     | Дата визнання обраним | Освіта  | Партійна приналежність | Відомості про обраного депутата                          |
| --------------- | ------------------------------- | --------------------- | ------- | ---------------------- | -------------------------------------------------------- |
| Партія регіонів |                                 |                       |         |                        |                                                          |
| 1               | Курочка Валентина Володимирівна | 01.11.2010            | середня | член Партії регіонів   | ПП «Гречанко», продавець                                 |
| 2               | Черненко Наталія Михайлівна     | 01.11.2010            | вища    | член Партії регіонів   | Мамекинський вузол зв'язку, оператор                     |
| 3               | Мамай Володимир Васильович      | 01.11.2010            | середня | член Партії регіонів   | ПП «Гринько», працівник                                  |
| 4               | Пусь Віра Василівна             | 01.11.2010            | середня | позапартійна           | ТОВ «Глобфармерс», працівник                             |
| 5               | Алдошина Ірина Володимирівна    | 01.11.2010            | середня | позапартійна           | ПП «Скачок», продавець                                   |
| 6               | Черненко Ксенія Андріївна       | 01.11.2010            | вища    | позапартійна           | тимчасово не працює                                      |
| 7               | Шевченко Віра Яківна            | 01.11.2010            | вища    | позапартійна           | Мамекинська загальноосвітня школа І ст., вчитель         |
| 8               | Овчинник Ганна Романівна        | 01.11.2010            | середня | член Партії регіонів   | Леньківський фельдшерський пункт, молодша медична сестра |
| 9               | Карачун Марія Миколаївна        | 01.11.2010            | вища    | член Партії регіонів   | Леньківський сільський клуб, завідувачка                 |
| 10              | Салай Людмила Олександрівна     | 01.11.2010            | вища    | позапартійна           | ТОВ «Зоря», бухгалтер                                    |
| 11              | Глущенко Юлія Іванівна          | 01.11.2010            | середня | член Партії регіонів   | Мамекинський вузол зв'язку, листоноша                    |
| 12              | Чехоня Любов Григорівна         | 01.11.2010            | середня | позапартійна           | Леньківська загальноосвітня школа І-ІІ ст., техпрацівник |